# 飛山城跡停留場
飛山城跡停留場（日语：／ Tobiyama jōato teiryūjō */?）是隸屬於宇都宮輕軌的鐵路車站，座落於栃木縣宇都宮市，車站編號為09。由於車站建於橫跨鬼怒川的「竹下高架橋」的頭端部份，縱使與地面相距甚近，但地理上仍被納為高架車站（橋上車站）。

## 月台配置
本站採用相對式側式月台設計，由於地理位置的原因，兩個月台出入口均設有無障礙斜度及樓梯，也是全線內唯一設有樓梯的車站。設有兩個長約30米、全上蓋式及透明背板的側式月台，月台上各自裝設了供現金客利用的整理劵機及可摺式候車座椅。
| 月台 | 路線              | 方向 | 目的地                                   | 備註 |
| ---- | ----------------- | ---- | ---------------------------------------- | ---- |
| 1    | ■宇都宮芳賀輕軌線 | 下行 | Green Stadium前、芳賀·高根澤工業團地方向 |      |
| 2    | ■宇都宮芳賀輕軌線 | 上行 | 平石、宇都宮站東口方向                   |      |

## 歷史
- 2021年4月23日：公佈站名[4]。
- 2023年8月26日：正式營運[2][3]。

## 相鄰車站
宇都宮輕軌
■宇都宮芳賀輕軌線
快速（下行）
通過
普通
平石中央小學校前 (08) — 飛山城跡 (09) — 清陵高校前 (10)

## 外部連結
- 宇都宮輕軌飛山城跡停留場網頁 （页面存档备份，存于）